# Georges Appert
Georges Appert (Épernay, 1er septembre 1850 - Paris 5e, 28 mars 1934) est un historien universitaire, écrivain et japonologue français, juriste et professeur de droit à l'université de Tokyo. De 1879 à 1889, Appert est conseiller étranger auprès du gouvernement de Meiji.
Georges Appert est né le 1er septembre 1850. Il était Champenois, originaire de Saint-Martin d'Ablois, au sud d'Epernay, localité qui, depuis, au cours de la dernière guerre, a été témoin de dramatiques événements.
Lorsqu'il vint a Paris, en 1875, s'asseoir sur les bancs de la classe de troisième au lycée Louis-le Grand, il était déjà ce qu'il est reste toute sa vie : fine intelligence, robuste, bon sens, puissante faculté de travail, bienveillance inaltérable, égalité d'humeur telle que ses amis et camarades jugeaient absurde l'hypothèse d'une dispute ou d'une querelle où il serait partie. Déjà affligé de cette calvitie précoce qui le vieillissait, il a dû sans doute à ce trait physique l'avantage de ne pas changer d'âge : il était resté, à quatre-vingt-quatre ans, à peu près tel que nous l'avions connu adolescent. Son souvenir, pendant les années de collège, évoque invinciblement celui de deux autres de nos camarades, Léon Michel et Hanoteau ; tous les trois excellents travailleurs, mais laissant peine deviner ce qu'ils seraient un jour : tous les trois attirés par l'étude du droit, où ils se sont trouvés dans leur élément et ont pu donner toute leur mesure, Hanoteau et Michel ont été enlevés prématurément par un mal impitoyable. La destinée d'Appert devait être beaucoup plus longue, et aussi bien plus inattendue. Elle subit d'abord l'interruption de la guerre de 1870. Engagé volontaire, il participa à la courte et terrible campagne de France, puis à celle d'Algérie qui suivit, en 1871. À peine rendu à la vie civile, il suivit les cours de l’École de droit, a Paris, et tout de suite après, le grade de docteur obtenu, il se prépara à l’agrégation. En 1880, il fut admissible au concours, mais ne put franchir la deuxième épreuve. Nullement découragé par cet insuccès très fréquent pour les candidats qui se présentent à cette épreuve.

Il avait épousé le 8 mars 1890 à Paris (10e) Anne Charlotte Gaillard.

## Œuvres
Dans une vue d'ensemble écrits de et sur Appert, l'OCLC/WorldCat dénombre au moins 26 titres en 43 publications en 5 langues et 132 fonds de bibliothèque.
- Ancien Japon, 1888
- Du terme en droit romain et en droit français, 1876
- Dictionnaire des termes de droit, d'économie politique et d'administration, 1885
- 日本立法資料全集 (Œuvres complètes sur la législation japonaise). 別卷 337, 佛國相續法講義 , 2005
- Un code de la féodalité Japonaise au XIIIe siècle, 1900
- 理財学講義 (Lecture notes dans Chrématistique), 1884
- 経済学講義 (Leçons d'économie), 1883